# Локтев, Александр Аркадьевич
Александр Аркадьевич Локтев (родился 6 октября 1968 года) — российский журналист, бизнесмен.

## Биография
- Поступив на факультет журналистики МГУ, был призван в советскую армию, где отслужил два года.
- Вернувшись на третий курс в 1990ом году, начал работать журналистом в кооперативе «Факт», издававшем в то время газету Коммерсантъ в формате еженедельника[1].
- В 1993 году закончил факультет журналистики МГУ им. Ломоносова с отличием[2].
- Позже прошёл обучение в Академии народного хозяйства при правительстве РФ, и получив степень MBA, окончил Кингстонскую школу бизнеса[2].
- В Коммерсантъ последовательно занимал должности репортёра, начальника отдела, руководил блоком деловой информации. В январе 1994 года стал главным редактором, эту должность занимал до января 1997.
- В том же году занял должность заместителя начальника управления по связям с общественностью в компании ЮКОС[1], где отвечал за корпоративные коммуникации, внутренние издания и региональные медиа-активы.
- Ушёл из ЮКОСа в 2004 году, в том же году, совместно несколькими партнерами, Издательский дом «Секрет фирмы» на базе одноимённого журнала. При этом Локтев занял посты генерального директора и шеф-редактора Издательского Дома[2].
- В 2007, в связи с продаже ИД «Секрет фирмы» структурам Алишера Усманова, прекратил работу в этом проекте.
- В том же году занял пост генерального директора венчурного фонда Inventure[3].

## Личная жизнь
Женат, имеет двух сыновей.